# Great Courts 2
Great Courts 2 (conosciuto anche come Pro Tennis Tour 2 e ristampato come Jimmy Connors Great Courts 2) è un videogioco sportivo di tennis, sviluppato dalla Blue Byte Software GmbH e pubblicato dalla Ubisoft nel 1991 per Amiga, Atari ST e MS-DOS. È il seguito di Great Courts, pubblicato nel 1989.
L'edizione nordamericana per MS-DOS è intitolata Jimmy Connors Pro Tennis Tour, come le edizioni per console di Great Courts.

## Modalità di gioco
Great Courts 2 usa una prospettiva tridimensionale fissa, dal lato più corto del campo, analoga a quella di Great Courts. Supporta il gioco in singolo o in doppio, maschile e femminile. Fino a 4 giocatori umani possono partecipare in simultanea.